# Melanophthalma horioni
Melanophthalma horioni es una especie de coleóptero de la familia Latridiidae.

## Distribución geográfica
Habita en Bolivia.